# Federazione calcistica di Samoa
La Federazione calcistica di Samoa (in inglese Football Federation Samoa, acronimo FFS) è l'ente che governa il calcio nelle Samoa.
Fondata nel 1968, si affiliò alla FIFA nel 1986, e all'OFC nel 1984. Ha sede nella capitale Apia e controlla il campionato nazionale, la coppa nazionale e la Nazionale del paese.